# Anton Haffenecker
Anton Haffenecker (* 4. Juni 1720 in Prag; † 16. August 1789 ebenda) war ein böhmischer Architekt und Hofbaumeister.

## Leben
Der Sohn von Thomas Haffenecker studierte in Wien und war anschließend bei seinem Vater tätig. Insbesondere durch seine Arbeit bei Nikolaus Pacassi wurde Haffenecker durch den Frühklassizismus geprägt. Daneben schuf er auch eine Reihe spätbarocker Bauten. Schwerpunkt seiner Tätigkeit war Prag. Zu seinen Hauptauftraggebern gehörten die Grafen von Nostitz, für die er mehrere Stadtpalais in Prag schuf. Haffenecker wurde 1769 zum Prager Hofbaumeister ernannt.

## Werke
- Umbau der Nostitzschen Manege auf der Prager Kleinseite zum Palais Nostitz, ab 1765
- Vollendung der Hauptkirche Mariä Himmelfahrt in Přeštice nach den Plänen von Kilian Ignaz Dientzenhofer und Anselmo Lurago, 1765–1775
- Umgestaltung des Schlosses Lysá nad Labem, ab 1767
- Errichtung und Umbau des Rokokoschlosses Měšice in Měšice für Franz Anton von Nostitz-Rieneck, 1767–1775 und 1780–1789
- Anbau eines spätbarocken Bürgerhauses am Kleinseitner Ring an die Kirche St. Nikolaus auf der Prager Kleinseite, 1768
- Erweiterungsbauten an der Prager Burg: Umbau von Teilen des Neuen Palais nach Plänen von Nikolaus Pacassi, 1769–1775 und des Nördlichen Burgtores, 1772
- Umbau des Jesuitengymnasiums auf der Prager Kleinseite zur Gubernialkanzlei (heute Sitz des Abgeordnetenhauses), ab 1772
- Umbau des Michna-Palais auf der Prager Kleinseite, 1777
- Kirche Johannes des Täufers in Město Touškov, 1777–1778
- Kleinseitner Kaserne auf der Prager Kleinseite, ab 1779 gemeinsam mit Josef Jäger
- Palais Sweerts-Sporck in der Prager Neustadt, 1780–1785
- Gräflich Nostitzsches Theater in der Prager Altstadt, 1781–1783